# استافیلوکوک فلیس
استافیلوکوک فلیس، کوکسی گرم مثبت و کواگولاز منفی در جنس (سرده) استافیلوکوک است. این باکتری دارای فعالیت همولیتیکی محدودی است اما فعالیت اوره‌آزی دارد و می‌تواند از قندهای سوکروز، مانوز و ترهالوز استفاده کند. این باکتری مرتبط با عفونت‌های پوستی در گربه سانان است.